# Nikołajewka (rejon krasnoturański)
Nikołajewka (ros. Николаевка) – wieś (sieło) w Rosji, w Kraju Krasnojarskim, w rejonie krasnoturańskim. W 2021 liczyła 333 mieszkańców.